# Fàbrica als peus del cingle basàltic de Castellfollit
La Fàbrica als peus del cingle basàltic de Castellfollit és una obra de Montagut i Oix (Garrotxa) inclosa a l'Inventari del Patrimoni Arquitectònic de Catalunya.

## Descripció
Fàbrica situada al costat del riu Fluvià, als peus del cingle basàltic de Castellfollit de la Roca. És de planta rectangular i nombrosos cossos afegits en diverses direccions. Els teulats tenen els vessant a dues aigües fets amb teulades i plaques de fibrociment. Aquest cos central disposa de baixos, dos pisos i golfes i està emmarcat per dues torres (angles nord-est i nord-oest) de teulats a quatre aigües, disposants de baixos, tres pisos i golfes. Els murs varen ésser aixecades amb pedra basàltica del país i morter, remarcant les obertures que es troben en gran nombre, repartides per les façanes. A trenta metres agües amunt es pot veure l'àmplia resclosa i els conductes i canalitzacions que menen el líquid fins als edificis. Darrerament s'han fet diverses reformes i ampliacions, conservant la tipologia primitiva.